# Escrick
Escrick is een civil parish in het bestuurlijke gebied Selby, in het Engelse graafschap North Yorkshire met 1078 inwoners.